# أبو مرثد الغنوي
أبو مرثد كناز بن الحصين الغنوي (المتوفي سنة 12 هـ) صحابي بدري، شهد المشاهد كلها، وتوفي في خلافة أبي بكر الصديق.

## سيرته
كان أبو مرثد كناز بن الحصين الغنوي من بني غنى بن أعصر بن سعد بن قيس عيلان وكان صديقًا وحليفًا لحمزة بن عبد المطلب. أسلم أبو مرثد، وهاجر مع ابنه مرثد إلى يثرب، ونزل على كلثوم بن الهدم، وقيل على سعد بن خيثمة. وآخى النبي بينه وبين عبادة بن الصامت، وشهد أبو مرثد مع النبي محمد المشاهد كلها.
توفي أبو مرثد في المدينة المنورة سنة 12 هـ في خلافة أبي بكر الصديق، وعمره يومئذ 66 سنة، وكان رجلاً طويلاً كثير شعر الرأس، وقد روى عن النبي محمد رواية لحديث واحد رواه عنه واثلة بن الأسقع.